# XIII legislatura autonómica de Cataluña
La decimotercera legislatura del Parlamento de Cataluña se inició el viernes 12 de marzo de 2021. Durante la sesión constitutiva de la cámara tuvo lugar la elección de Laura Borràs como presidenta, así como la del resto de la Mesa del Parlamento.

## Elecciones

### Candidaturas
En la columna de la izquierda se muestran las candidaturas. En la columna de la derecha aparecen las candidaturas nuevas y las que no obtuvieron representación parlamentaria en la anterior legislatura:
| Circunscripción | Candidatos | Otras candidaturas |
| --------------- | --- | --- |
| Barcelona       | - PSC: Salvador Illa Roca - ERC: Pere Aragonès García - JxCat: Carles Puigdemont - CUP-G: Dolos Sabater Puig - ECP: Jéssica Albiach Satorres - C'S: Carlos Carrizosa Torres - PP: Alejandro Fernández Álvarez - 'PDeCAT': Àngels Chacón | Vox, Recortes Cero-Grup Verd-Municipalistes, Moviment Primàries per la Independència de Catalunya, Front Nacional de Catalunya, Partit Nacionalista de Catalunya, Partit Comunista dels Treballadors de Catalunya, Izquierda en Positivo, Som Terres de l'Ebre, Per Un Món Més Just, Unión Europea de Pensionistas, Escons en Blanc, Unidos por la Democracia + Jubilados, Alianza por el Comercio y la Vivienda, Suport Civil Català, Moviment Corrent Roig                                                                           |
| Gerona          | - PSC: Silvia Paneque Sureda - ERC: Teresa Jordà Roura - JxCat: Gemma Geis i Carreras - CUP-G: Dani Cornellà Detrell - C'S: Juan Maria Castel Sucarrat - 'PDeCAT': Jaume Dulsat Rodríguez                                               | En Comú Podem, Vox, Partido Popular de Cataluña, Recortes Cero-Grup Verd-Municipalistes, Moviment Primàries per la Independència de Catalunya, Front Nacional de Catalunya, Partit Nacionalista de Catalunya, Partit Comunista dels Treballadors de Catalunya, Izquierda en Positivo, Som Terres de l'Ebre, Per Un Món Més Just, Unión Europea de Pensionistas, Escons en Blanc, Unidos por la Democracia + Jubilados, Alianza por el Comercio y la Vivienda, Suport Civil Català, Moviment Corrent Roig                               |
| Lérida          | - PSC: Òscar Ordeig Molist - ERC: Marta Vilalta Torres - JxCat: Ramón Tremosa Balcells - C'S: Jorge Soler González - 'PDeCAT': Marc Solsona Aixalà                                                                                      | En Comú Podem, Candidatura d'Unitat Popular, Partido Popular de Cataluña, Vox, Recortes Cero-Grup Verd-Municipalistes, Moviment Primàries per la Independència de Catalunya, Front Nacional de Catalunya, Partit Nacionalista de Catalunya, Partit Comunista dels Treballadors de Catalunya, Izquierda en Positivo, Som Terres de l'Ebre, Per Un Món Més Just, Unión Europea de Pensionistas, Escons en Blanc, Unidos por la Democracia + Jubilados, Alianza por el Comercio y la Vivienda, Suport Civil Català, Moviment Corrent Roig |
| Tarragona       | - PSC: Rosa María Ibarra Ollé - ERC: Raquel Sans Guerra - JxCat: Albert Batet Canadell - ECP: Jordi Jordan Farnós - C'S: Matías Alonso Ruiz - PP: Inmaculada Rodríguez Moranta - 'PDeCAT': Marc Arza i Nolla                            | Candidatura d'Unitat Popular, Vox, Som Terres de l'Ebre, Recortes Cero-Grup Verd-Municipalistes, Moviment Primàries per la Independència de Catalunya, Front Nacional de Catalunya, Partit Nacionalista de Catalunya, Partit Comunista dels Treballadors de Catalunya, Izquierda en Positivo, Som Terres de l'Ebre, Per Un Món Més Just, Unión Europea de Pensionistas, Escons en Blanc, Unidos por la Democracia + Jubilados, Alianza por el Comercio y la Vivienda, Suport Civil Català, Moviment Corrent Roig                       |

### Resultado
En la siguiente tabla se muestran solo los resultados definitivos de los partidos que obtuvieron representación parlamentaria en las elecciones de 2021 por circunscripciones electorales. En el apartado "total de participación" se incluyen los votos de todas las candidaturas que se presentaron a las elecciones y, por tanto, los datos hacen referencia a todas las personas que acudieron a votar:
| ← Elecciones al Parlamento de Cataluña de 2021 Resultado autonómico y por circunscripciones |              |           |          |          |             |           |           |           |             |           |        |        |             |         |        |      |             |         |        |        |             |           |           |           |           |
| Candidaturas                                                                                | Candidaturas | Cataluña  | Cataluña | Cataluña | Cataluña    |           | Barcelona | Barcelona | Barcelona   | Barcelona |        | Gerona | Gerona      | Gerona  | Gerona |      | Lérida      | Lérida  | Lérida | Lérida |             | Tarragona | Tarragona | Tarragona | Tarragona |
| Candidaturas                                                                                | Candidaturas | Votos     | %        | Esc.     | Crecimiento | Votos     | %         | Esc.      | Crecimiento | Votos     | %      | Esc.   | Crecimiento | Votos   | %      | Esc. | Crecimiento | Votos   | %      | Esc.   | Crecimiento |           |           |           |           |
|                                                                                             | PSC          | 654.766   | 23,0     | 33       | 16          | 531.657   | 25,0      | 23        | 10          | 41.678    | 15,1   | 3      | 2           | 23.965  | 15,0   | 3    | 2           | 55.558  | 20,0   | 4      | 2           |           |           |           |           |
|                                                                                             | ERC          | 605.581   | 21,3     | 33       | 1           | 433.356   | 20,4      | 19        | 1           | 59.893    | 21,8   | 4      |             | 42.455  | 26,5   | 5    |             | 67.903  | 24,4   | 5      |             |           |           |           |           |
|                                                                                             | JxCat        | 570.539   | 20,0     | 32       | 2           | 379.739   | 17,9      | 16        | 1           | 89.770    | 32,6   | 7      |             | 44.787  | 28,0   | 5    | 1           | 53.706  | 19,3   | 4      |             |           |           |           |           |
|                                                                                             | Vox          | 218.121   | 7,6      | 11       | Nv          | 166.056   | 7,8       | 7         | Nv          | 16.917    | 6,1    | 1      | Nv          | 8.839   | 5,5    | 1    | Nv          | 26.071  | 9,4    | 1      | Nv          |           |           |           |           |
|                                                                                             | ECP          | 195.345   | 6,8      | 8        |             | 164.755   | 7,7       | 7         |             | 11.101    | 4,0    | 0      |             | 5.155   | 3,2    | 0    |             | 13.615  | 4,9    | 1      |             |           |           |           |           |
|                                                                                             | CUP-G        | 189.924   | 6,6      | 9        | 5           | 133.607   | 6,3       | 5         | 2           | 24.837    | 9,0    | 2      | 1           | 11.812  | 7,4    | 1    | 1           | 18.831  | 6,7    | 1      | 1           |           |           |           |           |
|                                                                                             | C'S          | 158.606   | 5,5      | 6        | 30          | 129.339   | 6,1       | 5         | 19          | 8.935     | 3,2    | 0      | 4           | 5.127   | 3,2    | 0    | 3           | 14.502  | 5,2    | 1      | 4           |           |           |           |           |
|                                                                                             | PP           | 109.453   | 3,8      | 3        | 1           | 85.967    | 4,0       | 3         |             | 5.470     | 1,9    | 0      |             | 5.660   | 3,5    | 0    |             | 11.970  | 4,3    | 0      | 1           |           |           |           |           |
|                                                                                             |              |           |          |          |             |           |           |           |             |           |        |        |             |         |        |      |             |         |        |        |             |           |           |           |           |
| Otras                                                                                       | Otras        | 116 993   | 4,12     | 0        |             |           |           | 0         |             |           |        | 0      |             |         |        | 0    |             |         |        | 0      |             |           |           |           |           |
| Total                                                                                       | Total        | 2.884.845 | 100,00   | 135      | -           | 2.149.094 | 100,00    | 85        | -           | 279.572   | 100,00 | 17     | -           | 162.825 | 100,00 | 15   | -           | 283.119 | 100,00 | 18     | -           |           |           |           |           |

## Instituciones durante la XIII legislatura

### Sesión constitutiva de la legislatura
El viernes 12 de marzo de 2021, los 135 diputados elegidos en las elecciones celebradas el 14 de febrero de 2021 constituyeron el Parlamento de Cataluña.
En esta sesión, los 135 diputados, eligieron los siete miembros de la mesa del Parlamento de Cataluña, formados por la Presidencia, dos vicepresidencias y cuatro secretarías.
Los siete miembros de la Mesa del Parlamento de Cataluña elegidos por el Pleno fueron: Laura Borràs (Junts) como presidenta, Anna Caula (ERC) como vicepresidenta primera, Eva Granados (PSC) como vicepresidenta segunda, Ferran Pedret (PSC) como secretario primero, Jaume Alonso-Cuevillas (Junts) como secretario segundo, Pau Juvillà (CUP) como secretario tercero y Rubén Wagensberg (ERC) como secretario cuarto.

### La Presidenta del Parlamento
El presidente o presidenta del Parlamento tiene la representación de la cámara; establece y mantiene el orden de las discusiones y del debate, de acuerdo con el Reglamento, y vela por mantener el orden dentro del Parlamento.
| 12 de marzo de 2021      | 12 de marzo de 2021                                | 12 de marzo de 2021                     |                        | 9 de junio de 2023                                 | 9 de junio de 2023                      | 9 de junio de 2023 |
| Candidatura              | Primera ronda Mayoría requerida: absoluta (68/135) | Segunda ronda Mayoría requerida: simple | Candidatura            | Primera ronda Mayoría requerida: absoluta (68/135) | Segunda ronda Mayoría requerida: simple |                    |
| ------------------------ | -------------------------------------------------- | --------------------------------------- | ---------------------- | -------------------------------------------------- | --------------------------------------- | ------------------ |
| 'Laura Borràs Castanyer' | 65/135                                             | 65/135                                  | 'Anna Erra i Solà'     | 64/135                                             | 64/135                                  |                    |
| Eva Granados Galiano     | 41/135                                             | 49/135                                  | Assumpta Escarp Gibert | 33/135                                             | 44/135                                  |                    |
| María García Fuster      | 12/135                                             | —                                       | María García Fuster    | 10/135                                             | —                                       |                    |
| Joan Carles Gallego      | 8/135                                              | —                                       | Joan Carles Gallego    | 8/135                                              | —                                       |                    |
| Joan Carles Gallego      | 8/135                                              | —                                       | Matías Alonso          | 5/135                                              | —                                       |                    |
| Joan Carles Gallego      | 8/135                                              | —                                       | Lorena Roldán          | 3/135                                              | —                                       |                    |
| En blanco                | 9/135                                              | 21/135                                  | En blanco              | 10/135                                             | 21/135                                  |                    |
| Resultado                | No                                                 | Sí                                      | Resultado              | No                                                 | Sí                                      |                    |

### El Presidente de la Generalitat de Catalunya

#### Primer intento
| Candidato     | Fecha                                                    | Voto |    |    |    |    |   |   |   |   | Total  |
| ------------- | -------------------------------------------------------- | ---- | -- | -- | -- | -- | - | - | - | - | ------ |
| Pere Aragonès | 26 de marzo de 2021 Mayoría requerida: absoluta (68/135) | Sí   |    | 33 |    |    | 9 |   |   |   | 42/135 |
| Pere Aragonès | 26 de marzo de 2021 Mayoría requerida: absoluta (68/135) | No   | 33 |    |    | 11 |   | 8 | 6 | 3 | 61/135 |
| Pere Aragonès | 26 de marzo de 2021 Mayoría requerida: absoluta (68/135) | Abs. |    |    | 32 |    |   |   |   |   | 32/135 |
| Pere Aragonès |                                                          |      |    |    |    |    |   |   |   |   |        |
| Pere Aragonès | 30 de marzo de 2021 Mayoría requerida: Simple            | Sí   |    | 33 |    |    | 9 |   |   |   | 42/135 |
| Pere Aragonès | 30 de marzo de 2021 Mayoría requerida: Simple            | No   | 33 |    |    | 11 |   | 8 | 6 | 3 | 61/135 |
| Pere Aragonès | 30 de marzo de 2021 Mayoría requerida: Simple            | Abs. |    |    | 32 |    |   |   |   |   | 32/135 |
| Referencias:  |                                                          |      |    |    |    |    |   |   |   |   |        |

#### Segundo intento
| Candidato     | Fecha                                                   | Voto |    |    |    |    |   |   |   |   | Total  |
| ------------- | ------------------------------------------------------- | ---- | -- | -- | -- | -- | - | - | - | - | ------ |
| Pere Aragonès | 21 de mayo de 2021 Mayoría requerida: absoluta (68/135) | Sí   |    | 33 | 32 |    | 9 |   |   |   | 74/135 |
| Pere Aragonès | 21 de mayo de 2021 Mayoría requerida: absoluta (68/135) | No   | 33 |    |    | 11 |   | 8 | 6 | 3 | 61/135 |
| Pere Aragonès | 21 de mayo de 2021 Mayoría requerida: absoluta (68/135) | Abs. |    |    |    |    |   |   |   |   | 0/135  |

#### Consejo de Gobierno de la Generalitat de Catalunya
| Generalitat de Catalunya                         | Generalitat de Catalunya | Generalitat de Catalunya          | Generalitat de Catalunya          |
| ------------------------------------------------ | ------------------------ | --------------------------------- | --------------------------------- |
| Partido Político                                 |                          | Esquerra Republicana de Catalunya | Esquerra Republicana de Catalunya |
| Partido Político                                 | Independiente            |                                   |                                   |
| Cargo                                            |                          | Nombre                            | Inicio                            |
| Presidencia de la Generalidad                    |                          | Pere Aragonès                     | 24 de mayo de 2021                |
| Vicepresidencia de la Generalidad y Presidencia  |                          | Laura Vilagrà                     | 26 de mayo de 2021                |
| Territorio                                       |                          | Ester Capella                     | 12 de junio de 2023               |
| Empresa y Trabajo                                |                          | Roger Torrent                     | 26 de mayo de 2021                |
| Economía y Hacienda                              |                          | Natàlia Mas                       | 11 de octubre de 2022             |
| Igualdad y Feminismos                            |                          | Tània Verge                       | 26 de mayo de 2021                |
| Acción Exterior y Unión Europea                  |                          | Meritxell Serret                  | 11 de octubre de 2022             |
| Educación                                        |                          | Anna Simó                         | 12 de junio de 2023               |
| Investigación y Universidades                    |                          | Joaquim Nadal                     | 11 de octubre de 2022             |
| Agricultura, Ganadería, Pesca y Acción Climática |                          | David Mascort                     | 12 de junio de 2023               |
| Salud                                            |                          | Manel Balcells                    | 11 de octubre de 2022             |
| Interior                                         |                          | Joan Ignasi Elena                 | 26 de mayo de 2021                |
| Derechos Sociales                                |                          | Carles Campuzano                  | 11 de octubre de 2022             |
| Cultura                                          |                          | Natàlia Garriga                   | 26 de mayo de 2021                |
| Justicia, Derechos y Memoria                     |                          | Gemma Ubasart                     | 11 de octubre de 2022             |

### Parlamento de Cataluña

#### Mesa del Parlamento
| Mesa del Parlamento (XIII legislatura) | Mesa del Parlamento (XIII legislatura) | Mesa del Parlamento (XIII legislatura) |
| Cargo                                  | Titular                                | Lista                                  |
| -------------------------------------- | -------------------------------------- | -------------------------------------- |
| Presidenta                             | Anna Erra i Solà                       | Junts                                  |
| Vicepresidenta primera                 | Alba Vergés i Bosch                    | ERC                                    |
| Vicepresidenta segunda                 | Assumpta Escarp Gibert                 | PSC                                    |
| Secretario primero                     | Ferran Pedret i Santos                 | PSC                                    |
| Secretaria segunda                     | Aurora Madaula Giménez                 | Junts                                  |
| Secretario tercero                     | Carles Riera i Albert                  | CUP                                    |
| Secretario cuarto                      | Rubén Wagensberg Ramon                 | ERC                                    |
| Fuente: Parlament de Catalunya         |                                        |                                        |

#### Grupos Parlamentarios
| Grupos parlamentarios de la XIII legislatura | Grupos parlamentarios de la XIII legislatura            | Grupos parlamentarios de la XIII legislatura | Grupos parlamentarios de la XIII legislatura | Grupos parlamentarios de la XIII legislatura | Grupos parlamentarios de la XIII legislatura |
| Nombre                                       | Nombre                                                  | Componentes                                  | Portavoz                                     | Presidente                                   | Total                                        |
| -------------------------------------------- | ------------------------------------------------------- | -------------------------------------------- | -------------------------------------------- | -------------------------------------------- | -------------------------------------------- |
|                                              | Socialistes i Units per Avançar                         | PSC: 32 Units: 1                             | Alícia Romero                                | Salvador Illa                                | 33                                           |
|                                              | Esquerra Republicana                                    | ERC: 33                                      | Marta Vilalta                                | Josep Maria Jové                             | 33                                           |
|                                              | Junts per Catalunya                                     | Junts: 30 DC: 1                              | Mònica Sales                                 | Albert Batet                                 | 31                                           |
|                                              | VOX en Cataluña                                         | VOX: 10                                      | Joan Garriga                                 | Ignacio Garriga                              | 10                                           |
|                                              | Candidatura d'Unitat Popular - Un Nou Cicle per Guanyar | CUP: 8 Guanyem: 1                            | Eulàlia Reguant                              | Dolors Sabater                               | 9                                            |
|                                              | En Comú Podem                                           | CatComú: 6 Esquerra Verda: 2                 | David Cid                                    | Jéssica Albiach                              | 8                                            |
|                                              | Ciutadans                                               | Cs: 6                                        | Ignacio Martín                               | Carlos Carrizosa                             | 6                                            |
|                                              | Mixto                                                   | PPC: 3 No adscritos: 2                       | Alejandro Fernández                          | Alejandro Fernández                          | 5                                            |

#### Comisiones parlamentarias
| Comisiones del Parlamento de Cataluña (XIII Legislatuta)                                                                                          |             |                                 |                                     |                                                                            |
| Comisión | Presidencia | Presidencia                     | Vicepresidencia                     | Secretaría                                                                 |
| Comisiones legislativas |             |                                 |                                     |                                                                            |
| Asuntos Institucionales |             | Jordi Terrades Santacreu        | Jordina Freixanet i Pardo           | David Saldoni i de Tena                                                    |
| Territorio |             | Ramon Tremosa i Balcells        | Mireia Dionisio Calé                | Irene Aragonès Gràcia                                                      |
| Empresa y Trabajo |             | Joan Carles Gallego i Herrera   | Maria Antònia Batlle i Andreu       | David González Chanca                                                      |
| Economía y Hacienda |             | Raquel Sans Guerra              | Xavier Pellicer Pareja              | Ramon Tremosa Balcells                                                     |
| Igualdad y Feminismos |             | Susana Segovia Sánchez          | Ángeles Llive Cruz                  | Ernesto Carrión Sablich                                                    |
| Acción Exterior, Unión Europea y Cooperación |             | Francesc de Dalmases i Thió     | Ana Balsera i Marín                 | Esther Niubó Cidoncha                                                      |
| Educación |             | Marta Moreta Rovira             | Nogay Ndiaye i Mir                  | Oriol Pallissó Balanyà                                                     |
| Búsqueda y Universidades |             | Antoni Castellà i Clavé         | Carles Castillo Rosique             | Helena Bayo Delgado                                                        |
| Acción Climática |             | Dani Cornellà Detrell           | Cristina Casol Segués               | Eva Candela Lopez                                                          |
| Agricultura, Ganadería, Pesca, Alimentación y Mundo Rural                                                                                         |             | Lluïsa Llop i Fernàndez         | Joaquim Paladella Curto             | Cristina Casol Segués                                                      |
| Salud |             | Maria Assumpció Laïlla i Jou    | Dolors Carreras Casany              | Neus Ramonet i Sucarrat                                                    |
| Interior |             | Montserrat Fornells i Solé      | Oscar Aparicio Pedrosa              | Irene Negre i Estorach                                                     |
| Derechos Sociales |             | Mónica Ríos García              | Maria Jesús Viña i Ariño            | Anna Feliu Moragues                                                        |
| Cultura |             | Maria Dolors Sabater i Puig     | Sílvia Romero Galera                | Anna Torrentà Costa                                                        |
| Justicia |             | Jordi Orobitg i Solé            | Jeannine Abella i Chica             | Oscar Aparicio Pedrosa                                                     |
| Reglamento |             | Anna Erra i Solà                | 1.ª Alba Vergés 2.ª Assumpta Escarp | 1.ª Ferran Pedret 2.ª Aurora Madaula 3.ª Carles Riera 4.ª Rubén Wagensberg |
| Comisiones creadas por el Reglamento |             |                                 |                                     |                                                                            |
| Estatuto de los Diputados |             | Jaume Alonso-Cuevillas i Sayrol | Vacante                             | David Pérez Ibáñez                                                         |
| Peticiones |             | Lorena Roldán Suárez            | Eva Candela Lopez                   | Mercè Esteve i Pi                                                          |
| Materias Secretas y Reservadas |             | Anna Erra i Solà                | Vacante                             | Montserrat Fornells i Solé                                                 |
| Consolidación de Textos Normativos |             | Vacante                         | Mario García Gómez                  | Josep Rius i Alcaraz                                                       |
| Comisiones creadas por ley |             |                                 |                                     |                                                                            |
| Síndico de Agravios |             | José Rodríguez Fernández        | Ester Vallès Pelay                  | David González Chanca                                                      |
| Sindicatura de Cuentas |             | Jordi Riba Colom                | Ferran Estruch i Torrents           | Josep Rius i Alcaraz                                                       |
| Control de Actuación de la Corporación Catalana de Medios Audiovisuales                                                                           |             | David Pérez Ibáñez              | Francesc Ten i Costa                | Jenn Díaz Ruiz                                                             |
| Comisiones de Seguimiento |             |                                 |                                     |                                                                            |
| Políticas de Juventud |             | Alba Camps i Roca               | Elena Díaz Torrevejano              | Ester Vallès Pelay                                                         |
| Infancia |             | Beatriz Silva Gallardo          | Maria Antònia Batlle i Andreu       | Jaume Butinyà i Sitjà                                                      |
| Comisiones de Estudio |             |                                 |                                     |                                                                            |
| Racismo Institucional y Estructural |             | Jessica González Herrera        | Basha Changue Canalejo              | Najat Driouech Ben Moussa                                                  |
| Salud Mental y Adicciones |             | Assumpció Laïlla Jou            | Assumpta Escarp Gibert              | Najat Driouech Ben Moussa                                                  |
| Protección del Delta del Ebro |             | Maria Jesús Viña i Ariño        | Sílvia Romero Galera                | Irene Negre i Estorach                                                     |
| Modelo Policial |             | Maria Dolors Sabater i Puig     | Pau Morales i Romero                | Mercè Esteve i Pi                                                          |
| Despliegue de un Sistema Educativo Inclusivo |             | Raúl Moreno Montaña             | Francesc Ten i Costa                | Jordi Albert i Caballero                                                   |
| Prevención y Gestión de los Incendios Forestales                                                                                                  |             | Dani Cornellà Detrell           | Vacante                             | Vacante                                                                    |
| Deuda Histórica del Estado con Cataluña |             | Glòria Freixa i Vilardell       | Jaume Butinyà i Sitjà               | Dani Cornellà Detrell                                                      |
| Comisiones de Investigación |             |                                 |                                     |                                                                            |
| Espionaje de Representantes Políticos, Activistas, Periodistas y sus Familiares por parte del Reino de España con los Programas Pegasus y Candiru |             | Josep Maria Jové Lladó          | Albert Batet i Canadell             | Montserrat Vinyets Pagès                                                   |
| Pederastia en la Iglesia |             | Susana Segovia Sánchez          | Vacante                             | Vacante                                                                    |
| Acumulación de Inmuebles por Determinadas Entidades                                                                                               |             | Montserrat Vinyets Pagès        | Susana Segovia Sánchez              | José Rodríguez Fernández                                                   |
| Infiltración de Policías de los Cuerpos Policiales del Estado en los Movimientos Sociales, Políticos y Populares de todo el País                  |             | Mar Ampurdanès Gutiérrez        | Jeannine Abella i Chica             | Lluïsa Llop i Fernàndez                                                    |
| Comisiones legislativas disueltas |             |                                 |                                     |                                                                            |
| Políticas Digitales y Territorio |             | Ramon Tremosa Balcells          | Rosa Maria Ibarra Ollé              | Irene Aragonès Gràcia                                                      |
| Acción Exterior, Transparencia y Cooperación |             | Francesc de Dalmases i Thió     | Rubén Wagensberg Ramon              | Esther Niubó Cidoncha                                                      |

#### Diputación Permanente
| Miembros de la Diputación Permanente del Parlamento de Cataluña | Miembros de la Diputación Permanente del Parlamento de Cataluña | Miembros de la Diputación Permanente del Parlamento de Cataluña | Miembros de la Diputación Permanente del Parlamento de Cataluña |
| Nombre                                                          | Cargo                                                           | G.P.                                                            | G.P.                                                            |
| Miembros de la Mesa                                             | Miembros de la Mesa                                             | Miembros de la Mesa                                             | Miembros de la Mesa                                             |
| --------------------------------------------------------------- | --------------------------------------------------------------- | --------------------------------------------------------------- | --------------------------------------------------------------- |
| Anna Erra i Solà                                                | Presidenta                                                      |                                                                 |                                                                 |
| Alba Vergés i Bosch                                             | Vicepresidenta Primera                                          |                                                                 |                                                                 |
| Assumpta Escarp Gibert                                          | Vicepresidenta Segunda                                          |                                                                 |                                                                 |
| Aurora Madaula Giménez                                          | Secretaria Primera                                              |                                                                 |                                                                 |
| Ferran Pedret i Santos                                          | Secretario Segundo                                              |                                                                 |                                                                 |
| Miembros                                                        | Grupo Parlamentario                                             | Grupo Parlamentario                                             | Grupo Parlamentario                                             |
| Josep M. Jové Lladó                                             | GP Esquerra Republicana 6 Miembros (5 + 1 en mesa)              |                                                                 |                                                                 |
| Jordi Orobitg i Solé                                            | GP Esquerra Republicana 6 Miembros (5 + 1 en mesa)              |                                                                 |                                                                 |
| Raquel Sans Guerra                                              | GP Esquerra Republicana 6 Miembros (5 + 1 en mesa)              |                                                                 |                                                                 |
| Marta Vilalta i Torres                                          | GP Esquerra Republicana 6 Miembros (5 + 1 en mesa)              |                                                                 |                                                                 |
| Rubén Wagensberg Ramon                                          | GP Esquerra Republicana 6 Miembros (5 + 1 en mesa)              |                                                                 |                                                                 |
| Salvador Illa i Roca                                            | GP Socialistes i Units per Avançar 6 Miembros (4 + 2 en mesa)   |                                                                 |                                                                 |
| Raúl Moreno Montaña                                             | GP Socialistes i Units per Avançar 6 Miembros (4 + 2 en mesa)   |                                                                 |                                                                 |
| David Pérez Ibáñez                                              | GP Socialistes i Units per Avançar 6 Miembros (4 + 2 en mesa)   |                                                                 |                                                                 |
| Alícia Romero Llano                                             | GP Socialistes i Units per Avançar 6 Miembros (4 + 2 en mesa)   |                                                                 |                                                                 |
| Albert Batet i Canadell                                         | GP Junts per Catalunya 6 Miembros (4 + 2 en mesa)               |                                                                 |                                                                 |
| Francesc de Dalmases i Thió                                     | GP Junts per Catalunya 6 Miembros (4 + 2 en mesa)               |                                                                 |                                                                 |
| Josep Rius i Alcaraz                                            | GP Junts per Catalunya 6 Miembros (4 + 2 en mesa)               |                                                                 |                                                                 |
| Mònica Sales de la Cruz                                         | GP Junts per Catalunya 6 Miembros (4 + 2 en mesa)               |                                                                 |                                                                 |
| Joan Garriga Doménech                                           | GP Vox 1 Miembro                                                |                                                                 |                                                                 |
| Xavier Pellicer Pareja                                          | GP Candidatura d'Unitat Popular 1 Miembro                       |                                                                 |                                                                 |
| Jéssica Albiach Satorres                                        | GP En Comú Podem 1 Miembro                                      |                                                                 |                                                                 |
| Carlos Carrizosa Torres                                         | GP Ciutadans 1 Miembro                                          |                                                                 |                                                                 |
| Alejandro Fernández Álvarez                                     | GP Mixto 1 Miembro                                              |                                                                 |                                                                 |
| Fuente: Parlamento de Cataluña                                  |                                                                 |                                                                 |                                                                 |

## Senadores designados por el Parlamento de Cataluña
Una de las funciones que desempeña el Parlamento de Cataluña es la designación de los senadores y senadoras que deben representar a Cataluña, conforme a lo previsto en la Constitución y en la forma que determine la Ley de Designación de Senadores en representación de Cataluña.
La designación de los senadores catalanes se produjo el día 13 de mayo de 2021 en el Parlamento de Cataluña. Así, se han elegido a tres representantes del PSC, tres de ERC y dos de Junts. Por lo tanto, la lista de senadores designados por el Parlamento de Cataluña quedó de la siguiente forma:
| Partido político               | Partido político | Senadores                | Fecha inicio         | Fecha fin            |
| ------------------------------ | ---------------- | ------------------------ | -------------------- | -------------------- |
|                                | PSC-PSOE         | Antonio Poveda Zapata    | 14 de mayo de 2021   |                      |
| Lorena González Dios           | PSC-PSOE         | 14 de mayo de 2021       | 29 de mayo de 2023   |                      |
| Núria Marín Martínez           | PSC-PSOE         | 27 de julio de 2023      |                      |                      |
| Eva María Granados Galiano     | PSC-PSOE         | 1 de octubre de 2021     | 2 de enero de 2024   |                      |
| Alfonso García Rodríguez       | PSC-PSOE         | 2 de enero de 2024       |                      |                      |
|                                | ERC              | Adelina Escandell Grases | 14 de mayo de 2021   | 28 de agosto de 2023 |
| Héctor Sánchez Mira            | ERC              | 2 de septiembre de 2023  |                      |                      |
| Josep Maria Reniu Vilamala     | ERC              | 14 de mayo de 2021       |                      |                      |
| Pau Furriol Fornells           | ERC              | 14 de mayo de 2021       | 28 de agosto de 2023 |                      |
| Laura Castel Fort              | ERC              | 2 de septiembre de 2023  |                      |                      |
|                                | JxCat            | Assumpció Castellví Auví | 14 de mayo de 2021   | 29 de mayo de 2023   |
| Maria Teresa Pallarès Piqué    | JxCat            | 27 de julio de 2023      |                      |                      |
| Josep Lluís Cleries i Gonzàlez | JxCat            | 14 de mayo de 2021       |                      |                      |